# Esmée Winkel
Esmée Winkel (Curaçao) is een Curaçaos-Nederlands botanisch tekenaar, illustrator en kunstenaar, gespecialiseerd in wetenschappelijke botanische illustraties.

## Leven en werk
Esmée Winkel werd geboren en groeide op op Curaçao, waar haar liefde voor de natuur ontstond. Na haar eindexamen aan het Radulphus College verhuisde ze naar Nederland om te studeren. Zij behaalde een bachelor in biologie aan de Universiteit Leiden en een master in Scientific Illustration aan de Universiteit Maastricht. In 2013 voltooide zij tevens haar opleiding aan de Maastricht Academy of Fine Arts and Design.
Sinds 2008 werkt Winkel bij het Naturalis Biodiversity Center in Leiden, waar zij zich richt op wetenschappelijk tekenen en het vervaardigen van gedetailleerde botanische illustraties voor publicaties. Ze hanteert verschillende media, zoals inkt, aquarel, potlood en digitale technieken, en is vaak werkzaam in het veld en de Hortus botanicus Leiden. Haar illustraties benadrukken karakteristieke plantkenmerken door vergroting, meerdere aanzichten en microscopische details, waardoor ze vaak duidelijker zijn dan foto’s. Haar werk wordt onder meer ingezet door promovendi en postdocs binnen de botanische wetenschap. Voor haar wetenschappelijke illustraties ontving ze meermalen prijzen in het buitenland.
Winkel exposeert sinds 2009 regelmatig in Nederland en internationaal, onder andere in China, de Verenigde Staten en het Verenigd Koninkrijk. Haar werk maakt deel uit van belangrijke collecties, zoals die van Naturalis, Hortus botanicus Leiden, het Hunt Institute for Botanical Documentation (V.S.), het New York State Museum, en de Lindley Library.

In 2021 verscheen haar boek Hyacintorchis - Een nieuwe orchidee aan de Noordzee, waarin de ontdekking van een nieuwe orchideeënsoort in de duinen bij Noordwijk in 2020 wordt beschreven.

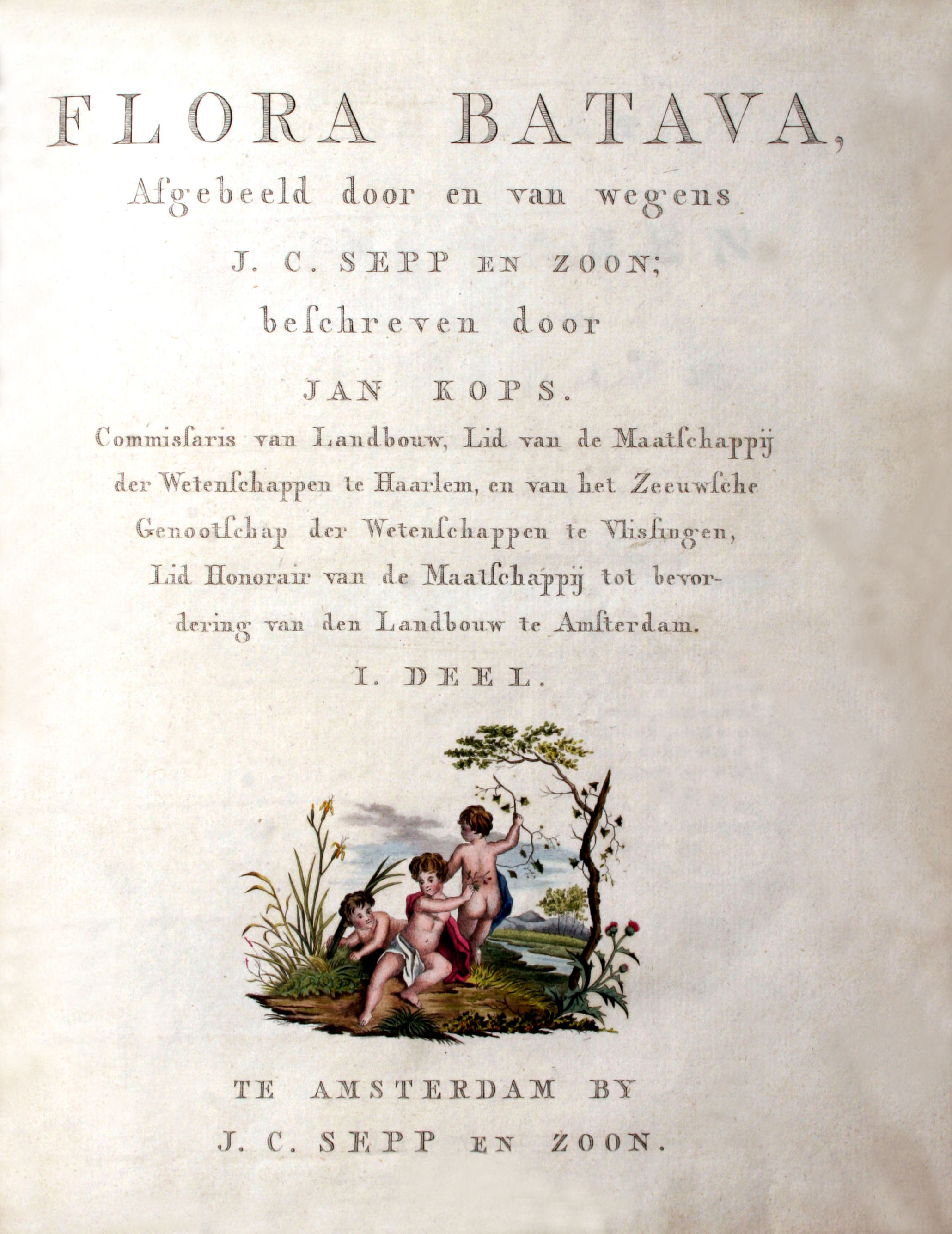
Flora Batava, deel I

Winkel is lid van de American Society of Botanical Artists en de Dutch Society of Botanical Artists. Ze is tevens Fellow van de Linnean Society of London. Als mederedacteur van de heruitgave van Flora Batava en als organisator van workshops en lezingen, zet ze zich actief in voor de promotie van botanische kunst.
Naast wetenschappelijke illustraties werkt Winkel in haar vrije werk veel met aquarel.

## Prijzen
- 2012 - Juryprijs, ‘Focus on Nature’ tentoonstelling, New York State Museum, USA (voor een illustratie van het voortplantingssysteem van libellen).
- 2012 - Gouden Medaille, Biscot, Edinburgh, Schotland
- 2013 - Gouden Medaille, RHS, Londen
- 2014 - Jill Smythies Award, Linnean Society of London.
- 2016 - Gouden Medaille, Royal Horticultural Society, Londen.
- 2016 - Eervolle vermelding, Hermine van Bers Beeldende Kunstprijs.
- 2016 - ASBA Botanical Illustrator Award for Excellence in Scientific Botanical Art, Pittsburg.
- 2017 - Margaret Flockton Award (tweede prijs), Monanthotaxis pynaertii.
- 2018 - Gouden Medaille, Royal Horticultural Society, Londen.
- 2021 - Margaret Flockton Award, Sydney, Australië, (eerste prijs), Notoleptopus decaisnei.

- Author citation (botany): E.Winkel
- Gemeinsame Normdatei: 1238827128
- International Standard Name Identifier: 0000 0004 4285 3087
- Nederlandse Thesaurus van Auteursnamen: 370847997
- Système universitaire de documentation: 260119237
- Virtual International Authority File: 309885048